# Marsktårnet
Marsktårnet är ett 25 meter högt spiralformat utsiktstorn i Skærbæk i Tønders kommun på halvön Jylland i Danmark.
Tornet är byggt i cortenstål och är utformat som en expanderande dubbelspiral med 146 trappsteg till toppen. Det är inspirerat av DNA-molekylens struktur. Tornet har en diameter på 5,5 meter längst ner och 12,5 meter högst upp och väger 300 ton. Från toppen har man utsikt över Vadehavets nationalparker med ön Rømø.
Tornet har ritats av Bjarke Ingels Group och finansierats av privatpersoner. Det invigdes den 22 juli 2021 och året efter installerades en hiss i tornet.